# حرف طويل
الحُرْف الطويل نوع نباتي يتبع جنس الحُرْف من الفصيلة الصليبية.